# Rhidian Brook
Rhidian Brook (geboren 1964 in Tenby in Wales) ist ein britischer Schriftsteller, Drehbuchautor und Journalist.

## Leben
Brook wuchs in Pembrokeshire auf. Er absolvierte das Churcher's College im südenglischen Hampshire mit Studienabschluss 1982.
Sein Debütroman The Testimony Of Taliesin Jones (HarperCollins) gewann drei Literaturpreise, darunter den Somerset Maugham Award 1997. Er diente als literarische Vorlage für den 2000 erschienenen Kinofilm Die Wunder des Taliesin Jones von Martin Duffy mit Jonathan Pryce in der Hauptrolle. Sein zweiter Roman Jesus And The Adman (HarperCollins) kam 1999 heraus.
Sein dritter Roman The Aftermath (Penguin), erschien im April 2013 und wurde in 25 Sprachen übersetzt. Angelehnt an Erlebnisse seines Großvaters erzählt der Autor von der altruistischen Haltung eines britischen Majors, der einen deutschen Architekten in dessen von der Besatzungsmacht beschlagnahmten unzerstörten Villa im Bombentrümmer-Hamburg der Nachkriegszeit weiter mitwohnen lässt. Die Romanvorlage wurde verfilmt unter dem Titel Niemandsland – The Aftermath mit Keira Knightley und Alexander Skarsgård als Hauptdarsteller, erlebte seine Uraufführung am 26. Februar 2019 beim Glasgow Film Festival und kam im April 2019 auch in die deutschen Kinos. Brook selbst schrieb das Drehbuch. Sein vierter Roman The Killing of Butterfly Joe (Picador) kam im März 2018 heraus.
Kurzgeschichten von Brook wurden erstveröffentlicht in The Paris Review, The New Statesman, Time Out. Weitere wurden gesendet in der BBC Radio 4’s Short Story-Reihe. Seit 2000 gehörte er beständig zu den Verfassern von Beiträgen für die Sendung Thought for the Day auf BBC Radio 4.
Seine erste Drehbuch-Auftragsarbeit für das Fernsehen, Mr. Harvey Lights a Candle, wurde 2005 auf BBC One gesendet und hatte Timothy Spall als Hauptdarsteller. Brook schrieb für die BBC-Fernsehserie Silent Witness von 2005 bis 2007. Es folgte 2008 das Dokudrama Atlantis für BBC1. Sein Drehbuch für den Dramedy-Spielfilm Africa United (Pathé), kam im Oktober 2010 als Kinofilm heraus. Er schrieb danach das Drehbuch für The Aftermath für die Verfilmung von Regisseur Scott Free. Brook ist gegenwärtig (Stand 2019) dabei, das Drehbuch für die Verfilmung seines vierten Romans zu erstellen.
Nebenher schreibt Brook Artikel für Tageszeitungen, darunter The Observer, The Guardian und The Daily Telegraph. Im Jahre 2005 moderierte er Nailing The Cross, eine Dokumentarfilmreihe für BBC1. 2006 moderierte er die Hörfunkserie In The Blood für den BBC World Service. Diese schilderte die Reiseerlebnisse von Brook und seiner Familie durch die AIDS-Pandemie in vielen Ländern Afrikas. Sein Sachbuch über diese Reise – More Than Eyes Can See – wurde 2007 beim Verlag Marion Boyars veröffentlicht.
Rhidian Brook lebt mit Ehefrau und zwei Kindern in London.

## Werke
- The Testimony of Taliesin Jones (1996)
- Jesus and the Adman (1999)
- More Than Eyes Can See: A Nine Month Journey into the Aids Pandemic (2007)
- The Aftermath (2013)
  - Niemandsland, Roman,  Bertelsmann, München 2014, ISBN 978-3-570-10128-5.
- The Killing of Butterfly Joe (2018)

## Belege
1. ↑  OC Rhidian Brook's Novel Made into Film, Churcher's College vom 26. Februar 2019, abgerufen am 21. September 2019.
2. ↑  Adam Mars-Jones: The Aftermath by Rhidian Brook – review, Rezension in The Guardian 3. Juni 2013, abgerufen am 21. September 2019.
3. ↑  Autorenprofil Rhidian Brook beim Penguin-Verlag, abgerufen am 21. September 2019.
4. ↑  BBC - Thought for the Day, BBC, abgerufen am 21. September 2019.
5. ↑  Before Africa United: Life, death and lessons in human kindness, The Guardian vom 22. Oktober 2010, abgerufen am 21. September 2019.

| Personendaten    | Personendaten                                           |
| ---------------- | ------------------------------------------------------- |
| NAME             | Brook, Rhidian                                          |
| KURZBESCHREIBUNG | britischer Schriftsteller, Drehbuchautor und Journalist |
| GEBURTSDATUM     | 1964                                                    |
| GEBURTSORT       | Tenby, Wales                                            |